# Таш 1
Таш 1 (англ. Tache 1) — індіанська резервація в Канаді, у провінції Британська Колумбія, у межах регіонального округу Балклі-Нечако.

## Населення
За даними перепису 2016 року, індіанська резервація нараховувала 401 особу, показавши скорочення на 2,0%, порівняно з 2011-м роком. Середня густина населення становила 44,4 осіб/км².
З офіційних мов обидвома одночасно не володів жоден з жителів, тільки англійською — 405. Усього 45 осіб вважали рідною мовою не одну з офіційних, з них усі — одну з корінних мов.
Працездатне населення становило 46,6% усього населення, рівень безробіття — 44,4%.

## Клімат
Середня річна температура становить 3°C, середня максимальна – 18,2°C, а середня мінімальна – -16,9°C. Середня річна кількість опадів – 507 мм.
| Клімат поселення                              | Клімат поселення | Клімат поселення | Клімат поселення | Клімат поселення | Клімат поселення | Клімат поселення | Клімат поселення | Клімат поселення | Клімат поселення | Клімат поселення | Клімат поселення | Клімат поселення | Клімат поселення |
| Показник                                      | Січ.             | Лют.             | Бер.             | Квіт.            | Трав.            | Черв.            | Лип.             | Серп.            | Вер.             | Жовт.            | Лист.            | Груд.            |                  |
| Середній максимум, °C                         | −5,47            | −1,98            | 3,17             | 9,01             | 14,25            | 18,21            | 17,85            | 17,70            | 13,42            | 8,02             | 0,34             | −5,79            |                  |
| Середня температура, °C                       | −11,17           | −7,68            | −2,53            | 3,31             | 8,54             | 12,49            | 14,84            | 14,70            | 10,42            | 5,03             | −2,68            | −8,79            |                  |
| Середній мінімум, °C                          | −16,87           | −13,38           | −8,24            | −2,39            | 2,84             | 6,80             | 11,83            | 11,68            | 7,41             | 2,02             | −5,68            | −11,8            |                  |
| Норма опадів, мм                              | 50               | 32               | 29               | 23               | 37               | 52               | 52               | 45               | 45               | 47               | 46               | 49               |                  |
| Середньомісячна швидкість вітру, м/с          | 1.50             | 1.60             | 1.80             | 2.00             | 2.00             | 1.96             | 1.90             | 1.70             | 1.63             | 1.80             | 1.72             | 1.51             |                  |
| Середньомісячна сонячна радіація, кДж/м²·день | 2200             | 4748             | 9783             | 14911            | 18929            | 20476            | 19896            | 16735            | 11066            | 5747             | 2609             | 1544             |                  |
| --------------------------------------------- | ---------------- | ---------------- | ---------------- | ---------------- | ---------------- | ---------------- | ---------------- | ---------------- | ---------------- | ---------------- | ---------------- | ---------------- | ---------------- |
| Джерело:                                      |                  |                  |                  |                  |                  |                  |                  |                  |                  |                  |                  |                  |                  |